# ワールド・メイヤー
ワールド・メイヤー（英語: World Mayor）は、2004年からシティ・メイヤーズ・ファウンデーション(The City Mayors Foundation)が主催している賞である。日本語では世界の市長、世界最高市長、世界市長賞などと訳される。国際的に「市長」の認知度を高めるため、また国内的・国際的な都市の幸福に貢献した市長を称えるために開催されている。シティ・メイヤーズ・ファウンデーションはいかなる都市や組織とも関係を持たず、商業目的を持たない。受賞資格者は現職の市長のみである。

## 歴史
2004年に設立され、2005年を除いて偶数年に隔年で開催されている。第1回目の2004年度にはアルバニア・ティラナのエディ・ラマが受賞した。ラマは2011年にティラナ市長を退き、2013年よりアルバニア首相を務めている。2005年度にはギリシャ・アテネのドラ・バコヤンニが受賞した。バコヤンニは女性初のアテネ市長である。2006年度にはオーストラリア・メルボルンのジョン・ソーが受賞した。ソーは香港系オーストラリア人であり、直接選挙によって選ばれた初のメルボルン市長である。2008年度からは隔年開催となり、2008年度は南アフリカ・ケープタウンのヘレン・ツィレが受賞した。2010年度にはメキシコ・メキシコシティのマルセロ・エバルドが受賞した。2012年度は数百人の候補者が第1次候補としてノミネートされ、25人が最終候補にノミネートされ、その内訳は北アメリカが5人、南アメリカが4人、ヨーロッパが7人、アジアが5人、オセアニアが2人、アフリカが2人だった。2012年10月20日までに投票が行われ、2013年1月8日にスペイン・ビルバオのイニャキ・アスクナが受賞者として発表された。新型コロナウイルス感染症の世界的流行 (2019年-)の影響により2020年度の大会が1年延期されている。
日本人では、2004年度に広島市の秋葉忠利が、2005年度に広島市の秋葉忠利と北九州市の末吉興一が、2006年度に東京都（知事）の石原慎太郎が、2008年度に広島市の秋葉忠利と横浜市の中田宏が、2012年度に大阪市の橋下徹が、2014年度に千葉市の熊谷俊人と福岡市の高島宗一郎がノミネートされている。

## 歴代受賞者

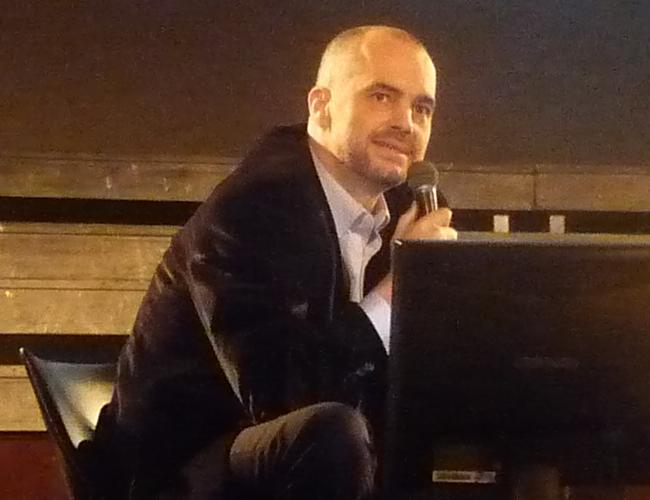
2004年度受賞者のエディ・ラマ

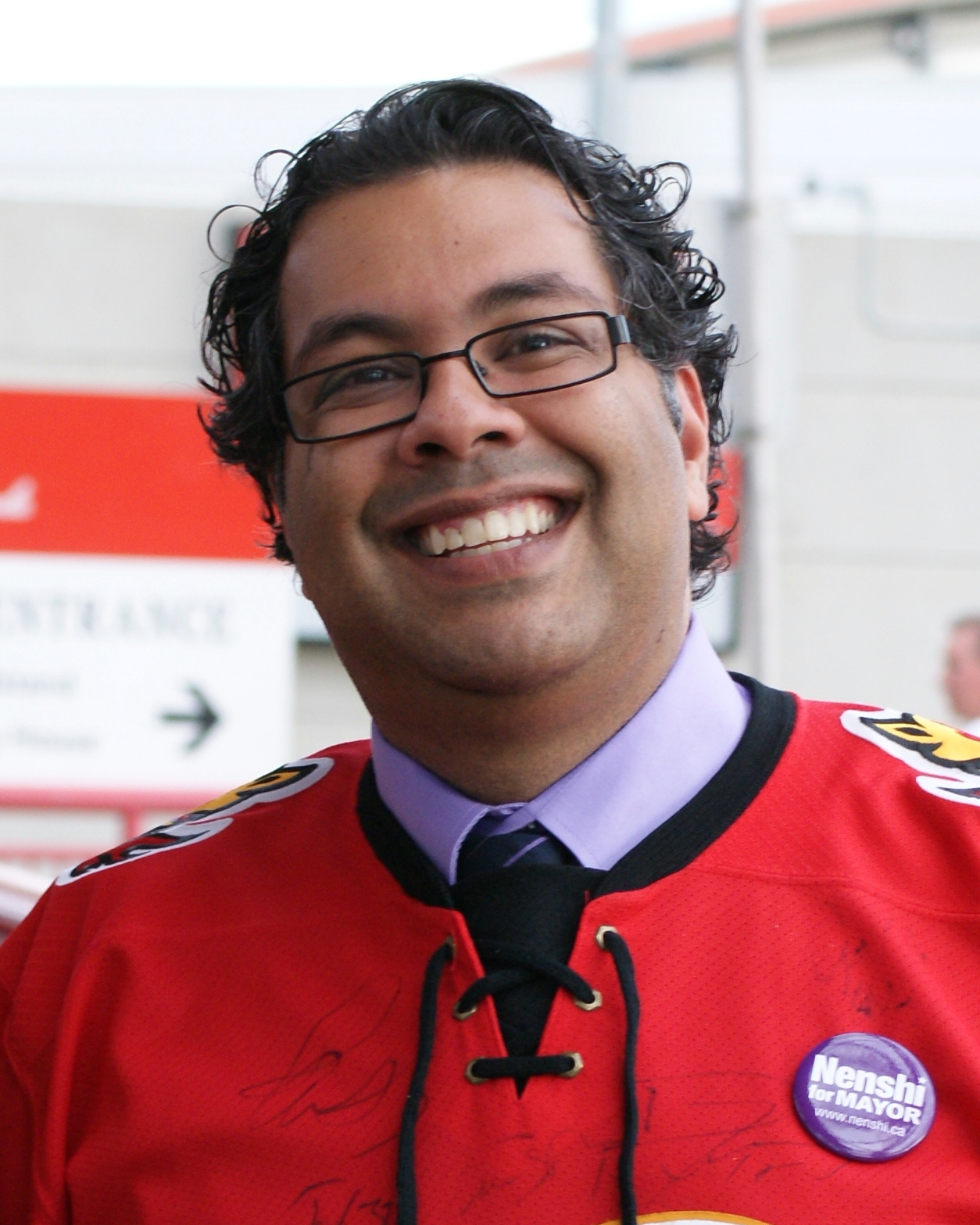
2014年度受賞者のナヒード・ネンシ

| 年   | 受賞者                 | 自治体         | 日本人 ノミネート                       |
| ---- | ---------------------- | -------------- | --------------------------------------- |
| 2004 | エディ・ラマ           | ティラナ       | 秋葉忠利（広島市）                      |
| 2005 | ドラ・バコヤンニ       | アテネ         | 秋葉忠利（広島市） 末吉興一（北九州市） |
| 2006 | ジョン・ソー           | メルボルン     | 石原慎太郎（東京都）                    |
| 2008 | ヘレン・ツィレ         | ケープタウン   | 秋葉忠利（広島市） 中田宏（横浜市）     |
| 2010 | マルセロ・エバルド     | メキシコシティ | 該当者なし                              |
| 2012 | イニャキ・アスクナ     | ビルバオ       | 橋下徹（大阪市）                        |
| 2014 | ナヒード・ネンシ       | カルガリー     | 熊谷俊人（千葉市） 高島宗一郎（福岡市） |
| 2016 | バート・サマーズ       | メヘレン       | 該当者なし                              |
| 2018 | ヴァレシア・マンシネリ | アンコーナ     | 該当者なし                              |